# NGC 4515
NGC 4515 ist eine elliptische Zwerggalaxie vom Hubble-Typ E-S0 im Sternbild Coma Berenices am Nordsternhimmel. Sie ist schätzungsweise 41 Millionen Lichtjahre von der Milchstraße entfernt und hat einen Durchmesser von etwa 20.000 Lichtjahren. Die Galaxie wird unter der Katalognummer VVC 1475 als Teil des Virgo-Galaxienhaufens gelistet.

Im selben Himmelsareal befinden sich u. a. die Galaxien NGC 4498, NGC 4502, IC 3471, IC 3505.
Das Objekt wurde am 21. März 1784 von Wilhelm Herschel entdeckt.